# 伊莎贝拉·弗拉尼根
伊莎贝拉·维多利亚·索拉·弗拉尼根（英語：Isabella Victoria Sola Flanigan；2005年2月22日—），菲律宾女子足球运动员，司职前锋，目前效力于欧罗巴体育俱乐部和菲律宾国家女子足球队。她曾代表菲律宾参加2022年亚足联女子亚洲杯和2023年国际足联女子世界杯等多场国际赛事。